# Radiogoniómetro
El radiogoniómetro es un sistema electrónico capaz de determinar la dirección de procedencia de una señal de radio.

Cardioide.

## Principio de funcionamiento
El radiogoniómetro se basa en una antena directiva que explora el horizonte buscando una cierta señal. La radiogoniometría clásica utiliza antenas de cuadro, que vienen a ser una o varias espiras en un plano, combinadas con sendos dipolos, muchas veces unidos mecánicamente al cuadro. La combinación de un dipolo y una antena de cuadro produce un diagrama de radiación en forma de cardioide (1+cos θ), que gira al girar el cuadro sobre su eje vertical. Como el nulo del cardioide es abrupto, mientras que su máximo es muy suave, la antena se gira hasta que la señal incidente desaparece. En este momento se sabe que ésta proviene de la dirección hacia la que apunta el nulo de la antena.

## Tipos

### Radiogoniómetro de Bellini y Tossi
Evita la dificultad de tener que girar la antena. Para ello utiliza dos cuadros verticales dispuestos perpendicularmente, conectados a sendas bobinas, también perpendiculares. Dentro de ellas existe una tercera bobina que se puede girar mediante un dispositivo mecánico. Su giro equivale al giro de la antena.

### Radiogoniómetro automático de aviación (ADF)
Mueve la bobina del radiogoniómetro de Bellini y Tossi con un servomotor. Combina la señal de esta bobina con el dipolo para obtener el diagrama en cardioide giratorio. Un detector controla el servomotor de modo que busca el mínimo de señal de forma automática.

### Radiogoniómetro de exploración azimutal (All Azimut)
La bobina central del radiogoniómetro de Bellini y Tossi gira con velocidad constante. Esto modula en doble banda lateral la señal incidente, estando su dirección de incidencia codificada en la fase. Un comparador de fase entre la señal DBL detectada y la frecuencia de giro de la antena produce la indicación de dirección.

### Radiogoniómetro de Watson - Watt
Dispone tres canales idénticos: uno para el dipolo y los otros para dos cuadros perpendiculares. Los canales producen una señal detectada que se aplica a un tubo de rayos catódicos, de la siguiente forma: los canales de las bobinas se conectan a las placas de deflexión, una bobina a las horizontales y la otra a las verticales. Esto produce, ante una señal incidente, una traza en la pantalla del TRC orientada en la dirección de incidencia de la señal. El canal del dipolo se conecta al eje Z, de modo que borra media traza, dejando solamente la parte que apunta al emisor de la señal.

### Radiogoniómetro Doppler
Se basa en una antena omnidireccional (un dipolo, por ejemplo) que gira sobre una circunferencia horizontal. La señal incidente aparece modulada en frecuencia por el efecto Doppler. Como en el Radiogoniómetro de Watson - Watt, la dirección de incidencia aparece codificada en la fase de la señal modulada.

## Aplicaciones
El radiogoniómetro ha sido de gran utilidad en navegación tanto marítima como aérea, permitiendo a las naves localizar la dirección de ciertas emisoras. Del mismo modo, se puede localizar el radiofaro de naves accidentadas.
- Datos: Q173904
- Multimedia: RDF receivers / Q173904